# Klan MacKenzie
Mackenzie (gael. MacCoinnich) – szkockie nazwisko i nazwa klanu.

## Historia
Prawdopodobnie wywodzący się od Gilleoina z Aird. Nazwisko MacCoinneach (wymawiane w gaelickim jako machk coen-yeech) oznacza "syn Coinneacha", czyli po angielsku "syn Kennetha", gdzie Kenneth tłumaczy się jako "jasny" lub "piękny". Pierwszy znany Kenneth był blisko spokrewniony z hrabiami Ross i w 1267 roku mieszkał w zameku Eilean Donan. Król Aleksander III przekazał zamek Colinowi Fitzgeraldowi, po czym rodzina przyjęła nazwisko MacKenzie. W 1362 roku Murdoch MacKenzie otrzymał ziemie Kintail od króla Dawida II. Początkowo klan zależał od MacDonaldów, ale później poparł dynastię Stewartów, pokonując MacDonaldów w bitwie pod Blair-na-Park. W nagrodę za lojalność otrzymał rozległe ziemie na północnym zachodzie Szkocji po obaleniu lordów Wysp. Dzięki udanym małżeństwom i służbie królowi Jakubowi IV klan powiększył swoje wpływy, obejmując m.in. część wyspy Lewis. W 1513 roku wódz klanu został schwytany w bitwie na Flodden Field, wspierając Jakuba IV, a Colin, 11. wódz, walczył w armii Marii, królowej Szkotów, ponosząc klęskę w bitwie pod Langside w 1568 roku. W 1607 roku Kenneth, 12. wódz, otrzymał ziemie Lochalsh i Lochcarron, co sprawiło, że cały obszar od Ardnamurchan do Strathnaver znalazł się w posiadaniu MacKenziech. Klan obdarzono dwoma hrabstwami: Seaforth i Cromartie. Jako rojaliści popierający powstanie jakobickie, stracili ziemie, które później im przywrócono. W 1979 roku Roderick, 4. hrabia Cromartie, został uznany za wodza klanu przez Lorda Lyona po wznowieniu tytułu. Obecnym przywódcą klanu jest jego syn, John Ruaridh, 5. hrabia Cromartie.